# Charles de Baillet
Comte Léon Charles de Baillet de Latour, né à Anvers le  6 avril 1812 et décédé à Namur, 26 novembre 1875 est un homme politique belge.

## Biographie
Charles de Baillet a commencé sa carrière comme secrétaire d'ambassade.

## Fonctions politiques
- Gouverneur de la province de Namur, de 1853 à 1875.